# 카티아 부니아티슈빌리
카티아 부니아티슈빌리(조지아어: ხატია ბუნიათიშვილი; 1987년 6월 21일~)은 조지아 출신의 프랑스 피아니스트이다.

## 경력
2010년에 소니 클래식과 독점계약하였다. 2011년에는 프란츠 리스트의 피아노 소나타, 메피스토 왈츠 1번곡, 사랑의 꿈 3번곡 등을 수록한 데뷔 앨범을 발매했다. 베르비에 페스티벌의 정기 연주자이기도 하여 2011년에는 리스트 피아노 소나타를 연주하기도 했다.
2012년에는 쇼팽의 곡들을 싣은 두 번째 앨범을 발매했다. 파보 예르비의 지휘와 파리 관현악단의 반주와 함께 연주한 피아노 협주곡 2번이 메인으로, 〈가디언〉에서 기술적 면의 호평을 받았다.